# Euphyia goniodes
Euphyia goniodes là một loài bướm đêm trong họ Geometridae.